# Constitución de Jamaica
La Constitución de Jamaica, redactada en 1962, es la ley fundamental de Jamaica, ubicándose por sobre el resto del ordenamiento jurídico del país.

## Historia
Como provincia constituyente de la Federación de las Indias Occidentales, Jamaica se independizó del Reino Unido el 6 de agosto de 1962 con su nueva Constitución, basándose principalmente en la cultura sociopolítica británica. Bajo la Ley de las Indias Occidentales de 1962, se permitió a la Corona británica formar gobiernos para las antiguas colonias de la Federación de las Indias Occidentales. 
Isabel II, por y con el asesoramiento de Su Consejo Privado, emitió la Orden de Jamaica en el Consejo de 1962 que formalmente dio fuerza y efecto a la constitución.